# Battaglia di Cherson
La battaglia di Cherson è uno scontro militare tra le forze armate russe e ucraine iniziato il 25 febbraio 2022, come parte dell'offensiva nell'Ucraina meridionale durante l'invasione russa dell'Ucraina del 2022. Il 2 marzo, la città è caduta ed è stata occupata dai russi.
Cherson è stata la prima grande città ucraina ad essere stata occupata dalle forze russe durante la guerra russo-ucraina.
Poco dopo l'occupazione di Cherson, il ministero della Difesa russo ha affermato che erano in corso colloqui tra le forze russe e l'amministrazione della città per quanto riguarda il mantenimento dell'ordine. Fu raggiunto un accordo in base al quale la bandiera ucraina sarebbe stata ancora issata in città mentre la Russia istituiva la nuova amministrazione. Il sindaco Kolychajev ha annunciato nuove condizioni per i residenti della città: i cittadini potevano uscire solo di giorno ed era vietato radunarsi in gruppo. Inoltre, le auto potevano entrare in città solo per fornire cibo e medicine; questi veicoli dovevano guidare a velocità minima ed erano oggetto di perquisizione. I cittadini sono stati avvertiti di non provocare i soldati russi e di obbedire ai comandi impartiti, ma nonostante ciò, nella città sono iniziate proteste di massa contro l'occupazione, proteste represse dalle forze russe.

## Cronologia
L'invasione russa della regione di Cherson è iniziata la mattina del 24 febbraio 2022. Unità dell'esercito, con supporto aereo, entrarono nella regione di Cherson dal territorio della Crimea e, quasi senza resistenza, avanzarono di 100 km a nord e nord-ovest. Durante l'offensiva di Cherson, morirono due eroi dell'Ucraina, l'ingegnere militare Vitalij Volodymyrovyč Skakun e il tenente Vladyslav Ukraïnec', che secondo quanto riferito si sacrificarono per abbattere il ponte di Heničes'k e rallentare l'avanzata dell'esercito russo.
Il 25 febbraio, la città di Nova Kachovka e il ponte Antonovskij vicino a Cherson furono occupati dalle truppe russe.
Nella notte tra il 28 febbraio e il 1 marzo, le truppe russe circondarono completamente Cherson, i villaggi circostanti e l'aeroporto di Čornobaïvka furono occupati. Il 3 marzo, l'esercito russo è entrato in città incontrando poca resistenza. Il 4 marzo, dopo degli scontri con le forze della difesa territoriale, la città passò sotto il controllo russo.
Il 18 marzo, durante un bombardamento ucraino dell'aeroporto di Čornobaïvka, le fonti ucraine riferirono che il generale russo Andrej Mordvičev era stato ucciso, ma la notizie si è rivelata in seguito totalmente priva di fondamento. 
Il 29 agosto l'esercito ucraino lancia una controffensiva per riconquistare la città.
Il 12 novembre l'esercito ucraino libera la città dopo 8 mesi di controllo russo.